# Philéas Filion
Pour les articles homonymes, voir Filion.
Philéas Filion, né le 9 février 1868 à Saint-Laurent-de-l'Île-d'Orléans et mort en 1938,, fut le treizième recteur de l’Université Laval.
Philéas Filion fut d’abord professeur de chimie inorganique à l’École supérieure de chimie avant d’être recteur. Il fit ses études au Séminaire de Québec puis, pour la chimie, à Paris, Ottawa, Cambridge et Harvard.